# Saison 2014 de l'équipe cycliste Specialized-Lululemon
La Saison 2014 de l'équipe Specialized-Lululemon est la treizième de l'équipe si on considère que la structure remonte à la T-Mobile de 2002. Le recrutement comprend Chantal Blaak, Karol-Ann Canuel, Élise Delzenne et Tiffany Cromwell. Cette dernière compte devenir une leader de l'équipe. Au niveau des départs, la coureuse de l'équipe de longue date Ina-Yoko Teutenberg prend sa retraite, Ellen van Dijk, la meilleure coureuse de la saison précédente quitte également l'équipe, tout comme Gillian Carleton et Katie Colclough. L'équipe remporte des victoires principalement grâce à trois coureuses : Chantal Blaak, Evelyn Stevens et Lisa Brennauer. La première gagne l'Open de Suède Vårgårda et le Drentse 8. La seconde, s'impose sur le Tour de Thuringe et le Boels Ladies Tour. Enfin la dernière gagne les titres de championne d'Allemagne contre-la-montre et en ligne, le championnat du monde contre-la-montre et est vice-championne du monde sur route. Cela lui permet d'être cinquième du classement UCI. Sur le plan collectif, l'équipe termine troisième de la Coupe du monde et deuxième du classement UCI.

## Préparation de la saison

### Partenaires et matériel de l'équipe

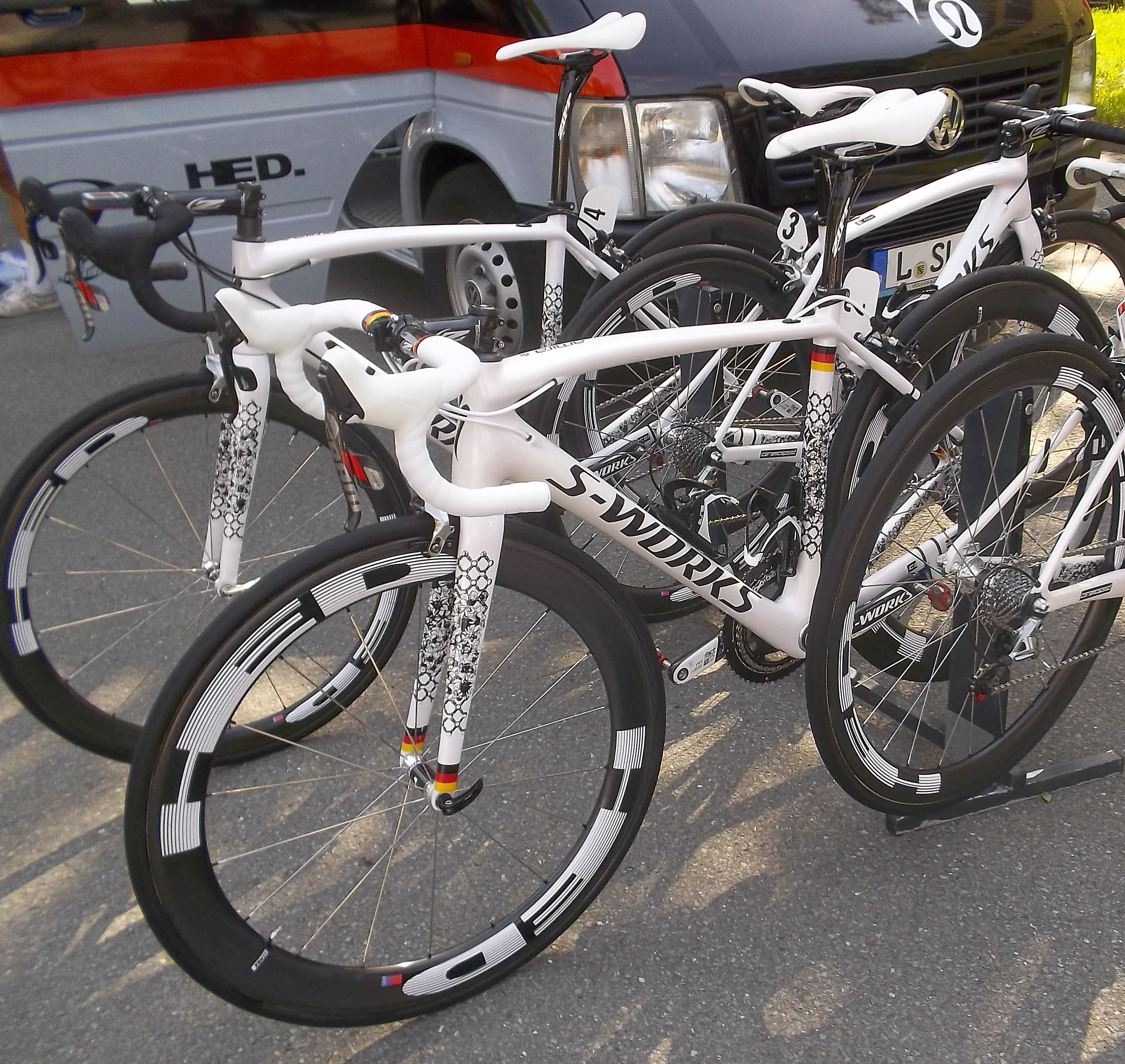
Vélo Amira SL4 de l'équipe

Les partenaires principaux de l'équipe sont le fabricant de cycle Specialized, et une entreprise d'habillement sportif Lululemon Athletica. Les autres partenaires sont HED Wheels, Oakley, First Endurance, SRM, Ceramic Speed, Lezyne, PowerBar, Osmo Nutrition, Ally's bar, Action Wipes, Zipp, Elite, SciCon, Defeet, Action Wipes, BG Sportpartner, Therabee, SVL Sport Insurance, SGD et DZ Nuts.
Comme l'année précédente, les vélos sont des Specialized Amira SL4 blancs, au lieu du noir des années précédentes, pour les épreuves en ligne et des S-Works Shiv pour les contres-la-montre. Specialized fournit également les casques, les selles et les chaussures. Les vélos sont équipés en SRAM, les pédales sont des Speedplay.

### Arrivées et départs
L'équipe enregistre quatre arrivées et quatre départs en 2014. Au niveau des arrivées on compte la championne de France Élise Delzenne, la Néerlandaise Chantal Blaak, la Canadienne Karol-Ann Canuel et l'Australienne Tiffany Cromwell. Cette dernière a remporté le circuit Het Nieuwsblad l'année précédente et vient dans l'équipe afin d'en devenir une leader.
Au niveau des départs, Ina-Yoko Teutenberg, qui était dans l'équipe depuis 2005 et lui a par ses talents de sprinteuse apportée de nombreuses victoires, doit prendre sa retraite à la suite d'une chute grave qui s'est produite en mars 2013. Le second départ important est celui d'Ellen van Dijk qui était la mieux classée au classement UCI de l'équipe en 2013 et a participé aux victoires dans les contre-la-montre par équipe. Elle signe un contrat de trois ans avec l'équipe néerlandaise Boels Dolmans. Katie Colclough annonce sa retraite à seulement 23 ans. Enfin, Gillian Carleton, qui a souffert une partie de la saison de dépression, quitte également l'équipe pour se soigner.
Le camp d'entraînement a lieu à Los Osos en Californie. Les coureuses y effectuent des séances de yoga et font des essais en soufflerie chez Specialized.
| Arrivée          | Équipe 2013          |
| ---------------- | -------------------- |
| Chantal Blaak    | AA-Drink-Leontien.nl |
| Tiffany Cromwell | Orica-AIS            |
| Karol-Ann Canuel | Vienne Futuroscope   |
| Élise Delzenne   | Bourgogne-Pro Dialog |

| Départ              | Équipe 2014   |
| ------------------- | ------------- |
| Katie Colclough     | retraite      |
| Gillian Carleton    | pause         |
| Eleonora van Dijk   | Boels Dolmans |
| Ina-Yoko Teutenberg | retraite      |

### Objectifs
Comme les années précédentes un objectif important de la saison est le champion du monde de contre-la-montre par équipe de marques.
Evelyn Stevens fait de la victoire à la Flèche wallonne un de ses principaux objectifs. La victoire au Tour d'Italie est également une de ses priorités.

## Coureurs et encadrement technique

### Effectif
| Coureur          | Date de naissance | Nationalité | Équipe 2013           |
| ---------------- | ----------------- | ----------- | --------------------- |
| Chantal Blaak    | 22 octobre 1989   | Pays-Bas    | AA-Drink-Leontien.nl  |
| Lisa Brennauer   | 8 juin 1988       | Allemagne   | Specialized-Lululemon |
| Karol-Ann Canuel | 18 avril 1988     | Canada      | Vienne Futuroscope    |
| Tiffany Cromwell | 6 juillet 1988    | Australie   | Orica-AIS             |
| Élise Delzenne   | 28 janvier 1989   | France      | Bourgogne-Pro Dialog  |
| Loren Rowney     | 14 octobre 1988   | Australie   | Specialized-Lululemon |
| Carmen Small     | 20 avril 1980     | États-Unis  | Specialized-Lululemon |
| Ally Stacher     | 8 juin 1987       | États-Unis  | Specialized-Lululemon |
| Evelyn Stevens   | 9 mai 1983        | États-Unis  | Specialized-Lululemon |
| Tayler Wiles     | 20 juillet 1989   | États-Unis  | Specialized-Lululemon |
| Trixi Worrack    | 28 septembre 1981 | Allemagne   | Specialized-Lululemon |

### Encadrement

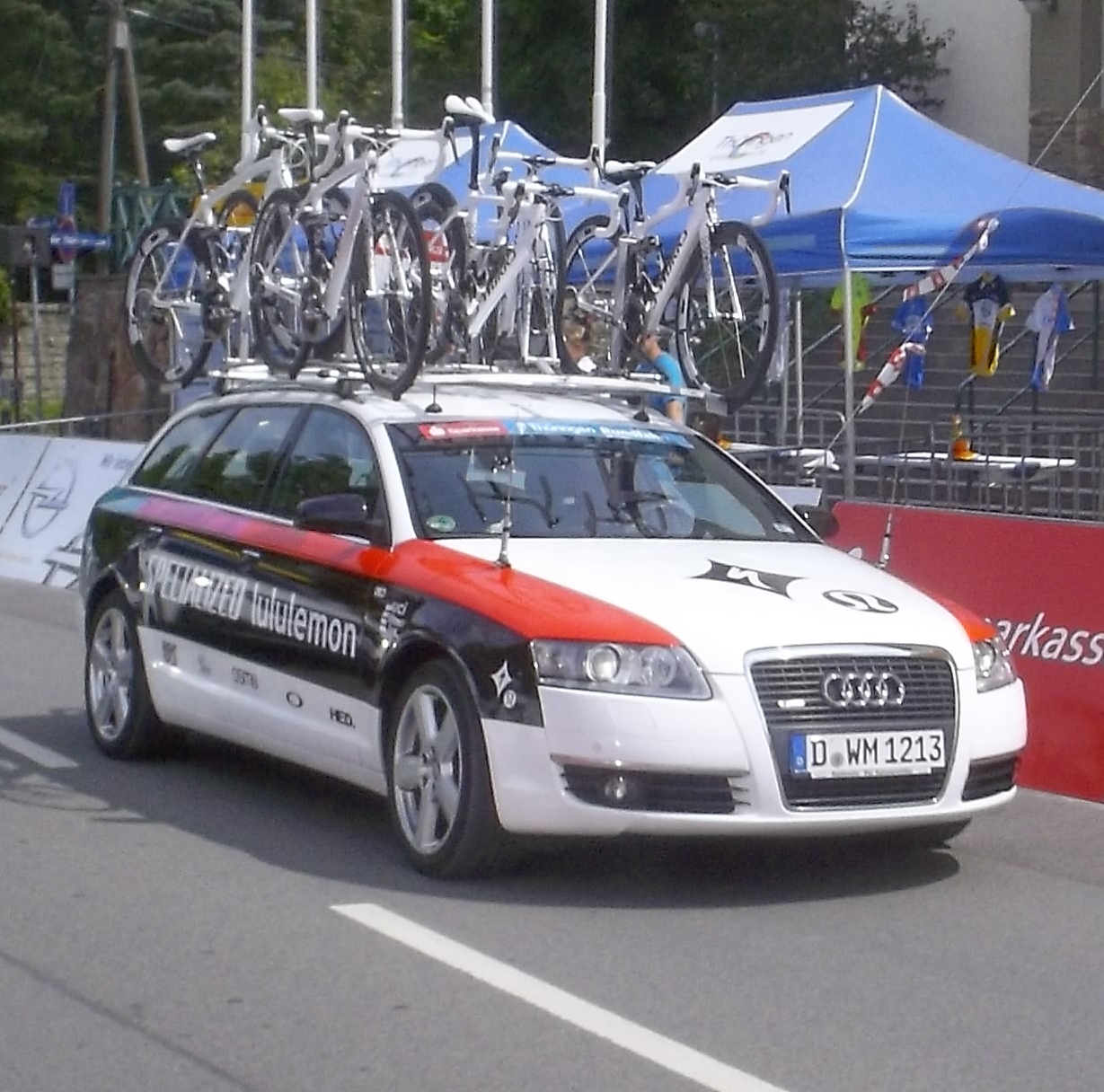
Voiture de l'équipe

Les principaux membres de l'encadrement restent les mêmes qu'en 2013. Ainsi, Ronny Lauke est le directeur sportif depuis 2008. Kristy Scrymgeour dirige l'équipe depuis 2012. Ina-Yoko Teutenberg après avoir longtemps fait partie de l'équipe en tant que coureuse, devient directrice sportive adjoint. Beth Duryea est la soigneuse de l'équipe, tout comme Lars Schiffner. Sebastian Nittke en est le mécanicien.

## Déroulement de la saison

### Janvier - février: courses de préparations
La saison 2014 débute au Tour du Qatar pour l'équipe. Lors de la quatrième Trixi Worrack prend la quatrième place. Au classement général, elle est cinquième, Tiffany Cromwell neuvième.

### Mars - avril: classiques et Energiewacht Tour
Le 13 mars, Chantal Blaak remporte le Molecaten Drentse 8 légèrement détachée. Deux jours plus tard a lieu la première manche de la coupe du monde : le Tour de Drenthe, la sélection se fait dans le premier passage de la côte dite du VAM. À son sommet, un groupe de quinze coureuses s'extirpe, parmi elles on compte Chantal Blaak, Trixi Worrack et Tiffany Cromwell. Anna van der Breggen et Iris Slappendel s'échappent du groupe, mais grâce au travail d'Ellen van Dijk le groupe de poursuite revient à quelques encablures. Lors de la seconde ascension Elizabeth Armitstead place une attaque et rejoint van der Breggen, Slappendel ayant laché. Chantal finit deuxième du sprint du groupe des poursuivantes et est donc quatrième. Trixi et Tiffany font onzième et douzième.
Fin mars, Tiffany Cromwell prend la deuxième place du GP Cornaredo au sprint,. Lors du Trofeo Alfredo Binda-Comune di Cittiglio, l'équipe ne parvient pas à placer une coureuse dans le groupe de tête qui se dispute la victoire.
En Amérique, les autres membres de l'équipe prennent également part à des compétitions. Karol-Ann Canuel gagne une étape et le général à San Dimas, tandis que Taylor Wiles remporte la Redlands Classic,.
Début avril, lors du Tour des Flandres, Ellen van Dijk place une puissance attaque en haut du Kruisberg et s'échappe vers la victoire. Tiffany Cromwell tente bien de partir à sa poursuite mais elle est reprise dans le vieux Kwaremont. Finalement, elle prend la neuvième place, Evelyn Stevens la dixième.
L'équipe gagne ensuite le contre-la-montre par équipe de l'Energiewacht Tour alors qu'elle n'a pas encore effectué d'entraînement spécifique à l'exercice avec ses nouvelles membres. Chantal Blaak remporte la dernière étape en devançant au sprint Loes Gunnewijk. Trixi Worrack termine troisième du classement général.
À la Flèche wallonne qui se joue de manière classique dans le mur de Huy, Evelyn Stevens prend la quatrième place.

### Fin avril - juin: tours d'une semaine et championnats nationaux

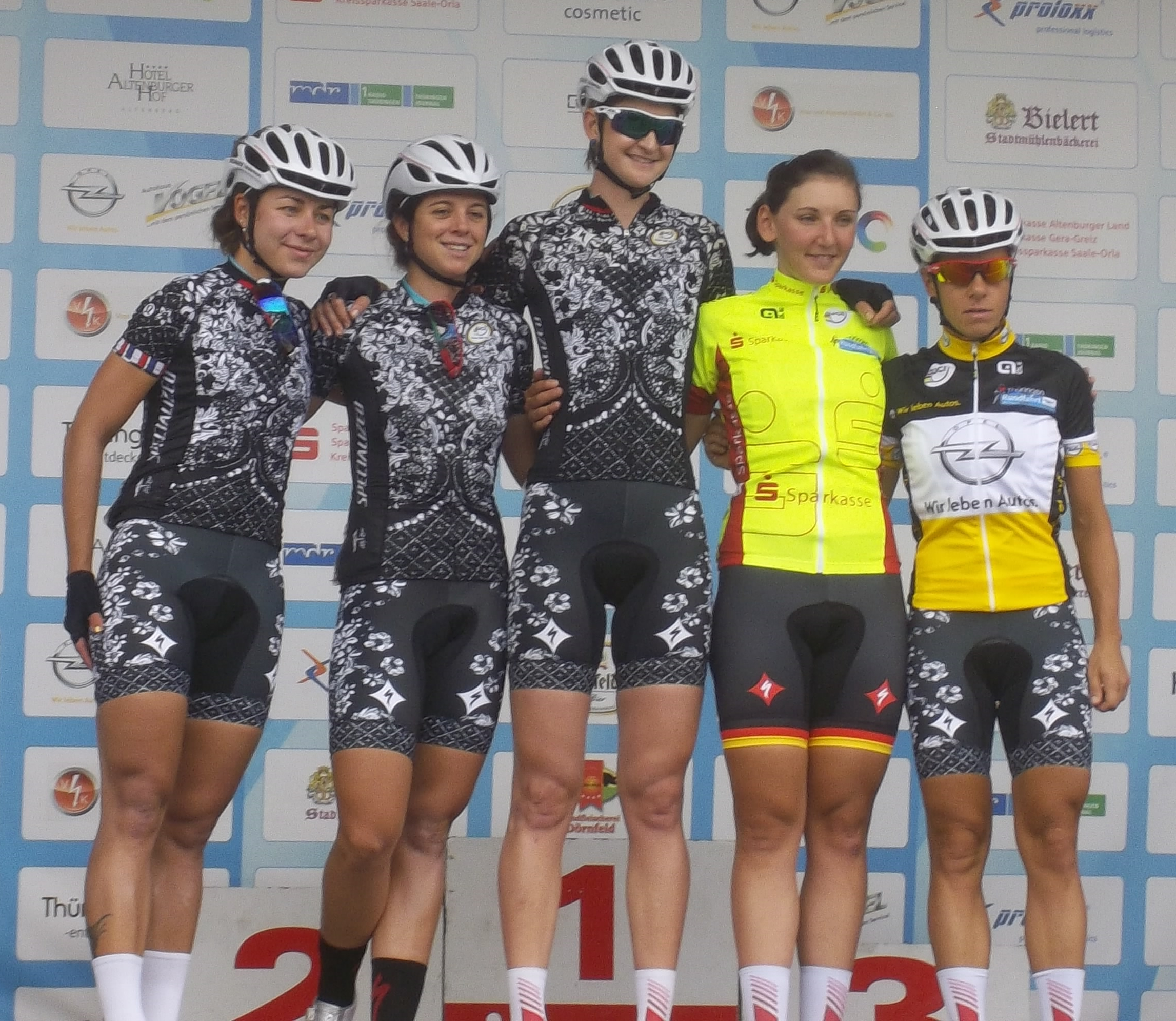
Équipe au Tour de Thuringe

Début mai, Lisa Brennauer remporte le Tour d'Overijssel. Elle s'est échappée avec quatre autres coureuses, mais elle est la seule à résister au retour du peloton. Élise Delzenne prend la quatrième place,,.
Mi-mai a lieu le premier Women's Tour en Grande-Bretagne. L'équipe adopte une stratégie de course très agressive : le premier jour Élise Delzenne effectue 25 km en solitaire avant d'être reprise à la flamme rouge, le troisième jour à 20 km de la ligne Trixi Worrack et Tiffany Cromwell attaquent tour à tour, cette dernière est également reprise à la flamme rouge, enfin lors de la dernière étape Lisa Brennauer part en échappée avec trois autres coureuses mais elles se font rattraper à environ 10 km du but.
Le 1er mai, Carmen Small s'impose sur la deuxième étape du Tour of the Gila. Le 8 mai, Evelyn Stevens s'impose dans l'épreuve contre-la-montre des jeux panaméricains qui se déroulent à Puebla. Le 11 mai, Carmen Small remporte la première étape du Tour de Californie. À la fin du mois, Carmen Small, Evelyn Stevens et Taylor Wiles terminent respectivement deuxième, troisième et quatrième des Championnats des États-Unis contre-la-montre, seulement battues par Alison Powers. Sur l'épreuve en ligne, cette dernière suivie par Janel Holcomb et Evelyn Stevens partent en échappée avant de se faire reprendre. Par la suite Katie Hall s'échappe, Taylor Wiles la rattrape, mais elles sont également reprises. Finalement, Powers place une attaque décisive, Evelyn Stevens termine troisième. La semaine suivante, elle s'impose sur la Philadelphia Cycling Classic en produisant une accélération dans la dernière ascension.
Aux championnats d'Allemagne, Lisa Brennauer brille particulièrement en réalisant le doublé contre-la-montre, course en ligne. Trixi Worrack termine deuxième des deux courses.

### Juillet: Tour d'Italie et Tour de Thuringe

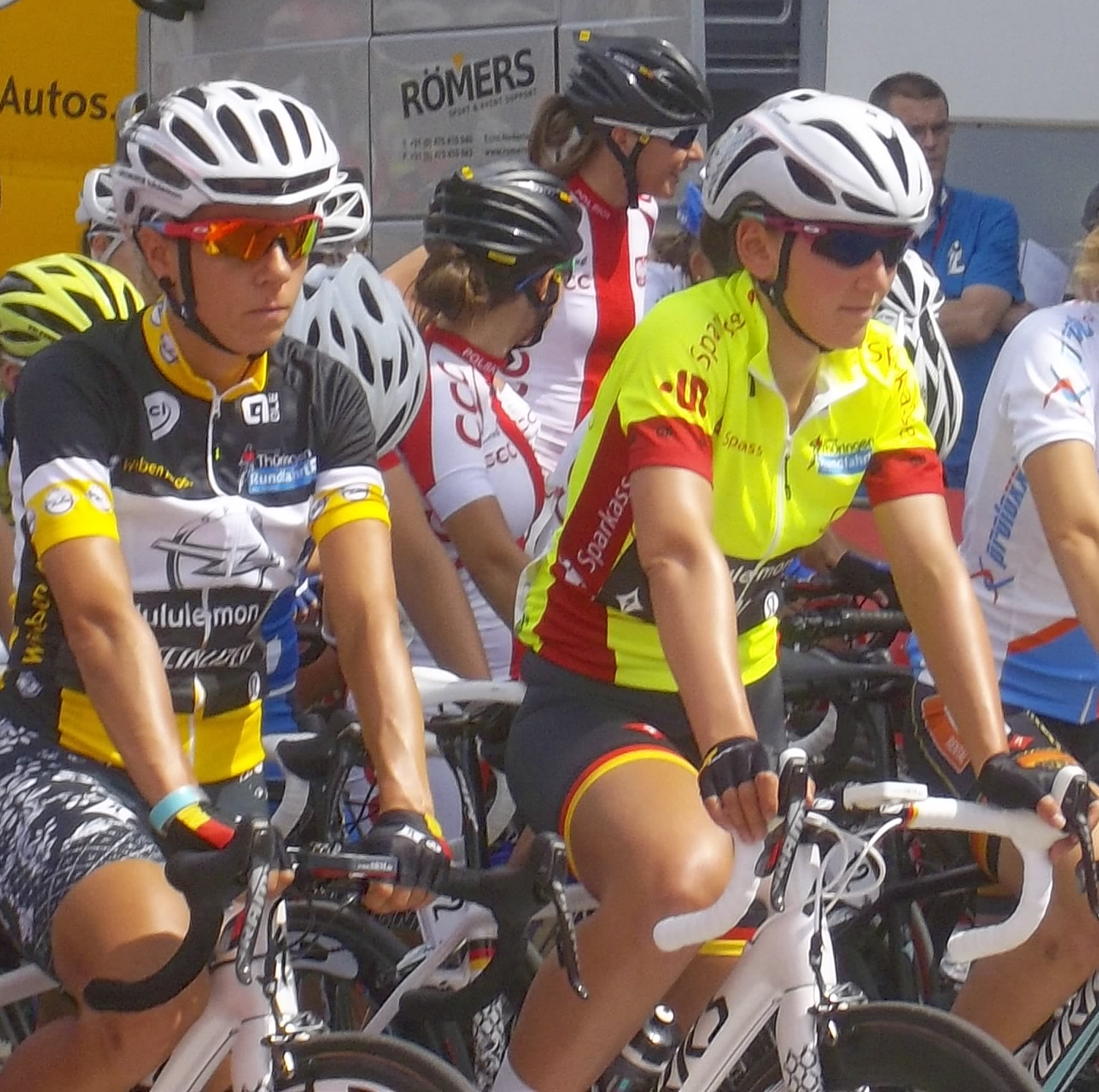
Trixi Worrack et Lisa Brennauer au Tour de Thuringe. Lisa Brennauer porte le maillot de leader du classement général

Le Tour d'Italie n'apporte pas de grand résultat à l'équipe. Evelyn Stevens, la leader de l'équipe perd deux minutes au classement général dès la première étape face à une équipe Rabo Liv dominatrice. Carmel Small est quatrième de la deuxième étape au sprint. Sur la septième étape, Tayler Wiles part en échappée avec six autres coureuses mais elles sont reprises par le peloton à seize kilomètres de l'arrivée. Au classement général final, Evelyn Stevens est quinzième. Au Tour de Thuringe qui suit, Lisa Brennauer gagne le prologue, tandis que Trixi Worrack est troisième. Sur la première étape, Lisa Brennauer suit Lizzie Armitstead dans la dernière ascension, puis est rejointe par Evelyn Stevens. Au sprint, Lisa Brennauer finit deuxième devant Evelyn Stevens troisième. Sur l'étape suivante, Lisa Brennauer termine quatrième et conserve son maillot de leader. Elle remporte le lendemain, l'épreuve contre-la-montre. Evelyn Stevens en est deuxième, Trixi Worrack troisième. L'étape reine du Tour de Thuringe est la quatrième. Evelyn Stevens y bat au sprint Lizzie Armitstead. Les deux coureuses ont plus de deux minutes sur leurs poursuivantes et notamment Lisa Brennauer. Evelyn Stevens est alors la nouvelle leader, Lisa Brennauer est troisième au classement général. L'équipe adopte une stratégie défensive sur les deux dernières étapes et parvient à contenir les ambitions de Lizzie Armitstead. Evelyn Stevens remporte donc le Tour devant la Britannique et Lisa Brennauer.
Lors de La course by Le Tour de France, Chantal Blaak tente de sortir, mais l'épreuve se termine au sprint. Lisa Brennauer termine quatrième.

### Août: Open de Suède Vårgårda
Au Tour de Bochum, le scénario du week-end précédent se répète, le peloton est bien contrôlé et la course finit au sprint. Lisa Brennauer est cinquième.
L'équipe gagne pour la quatrième année consécutive le contre-la-montre par équipe de l'Open de Suède Vårgårda. Elle a une avance de plus d'une minute sur l'équipe Rabobank-Liv qui suit et bat le record de l'épreuve. La composition est la suivante : Chantal Blaak, Lisa Brennauer, Karol-Ann Canuel, Carmen Small, Evelyn Stevens et Trixi Worrack. Le surlendemain, Chantal Blaak se montre très active sur la course en ligne et part à trois kilomètres de l'arrivée avec Amy Pieters et Roxane Knetemann pour les battre au sprint. Au Grand Prix de Plouay, Tiffany Cromwell se montre très active et attaque de nombreuses fois avec la vainqueur Lucinda Brand, elle finit dixième et dernière du groupe de tête.

### Septembre: Boels Ladies Tour, Tour d'Ardèche et championnats du monde
Début septembre, l'équipe participe au Boels Ladies Tour. Dans le contre-la-montre inaugural, long de dix kilomètres, Lisa Brennauer termine deuxième derrière Ellen van Dijk, Trixi Worrack troisième, Evelyn Stevens sixième, Karol-Ann Canuel neuvième. Lisa gagne l'étape suivante au sprint, devançant d'un pneu Jolien D'Hoore. Elle est quatrième le lendemain dans un nouveau sprint. Sur la quatrième étape, une échappée de douze coureuses se dispute la victoire. Evelyn Stevens termine douzième mais prend la tête du classement général. Le lendemain, Lisa Brennauer termine troisième du sprint, cette fois battue par D'Hoore et Shelley Olds. Evelyn Stevens parvient à conserver son maillot de leader jusqu'à la fin et remporte donc la compétition. Lisa Brennauer est deuxième du classement général,. La même semaine, Tayler Wiles, Élise Delzenne, Loren Rowney et Tiffany Cromwell courent le Tour de l'Ardèche avec leurs sélections nationales respectives. Sur la première étape qui se termine au sprint, Tiffany est deuxième, Tayler troisième. Dans le contre-la-montre individuelle de la deuxième étape, Tayler confirme sa bonne forme et finit de nouveau troisième et prend la même place au classement général. Loren gagne la troisième étape dans le sprint massif, Tiffany en est troisième, Élise quatrième. La quatrième étape est agrémentée de plusieurs cols. Tiffany Cromwell termine deuxième du sprint du groupe de tête, où Tyler Wiles est également présente. Elle remonte d'une place au classement général, tandis que Tiffany devient sixième. L'étape suivante est de nouveau difficile. Tayler termine cinquième. Tiffany Cromwell perd par contre plus de douze minutes sur la tête du classement général. Le lendemain, l'étape se termine par un sprint où l'Australienne termine quatrième. Tayler Wiles est deuxième du classement général final
,.
Aux contre-la-montre par équipes féminin aux championnats du monde, l'équipe qui a essuyé une chute à l'entraînement le samedi, remporte pour la troisième fois d'affilée l'épreuve avec plus d'une minute d'avance sur l'équipe Orica-AIS. L'équipe est composée de : Chantal Blaak, Lisa Brennauer, Karol-Ann Canuel, Carmen Small, Evelyn Stevens et Trixi Worrack. Sur l'épreuve individuelle, les membres de l'équipe obtiennent de très bons résultats avec leur sélection respective. Lisa Brennauer remporte le titre, Evelyn Stevens est troisième, Karol-Ann Canuel sixième, Trixi Worrack dixième et Chantal Blaak treizième. Sur la course en ligne, Tiffany Cromwell, Élise Delzenne, Loren Rowney, Taylor Wiles prennent également le départ. En début d'épreuve, Chantal Blaak chute et entraîne avec elle une grande partie du peloton, Karol-Ann doit notamment abandonner. Par la suite, Evelyn Stevens produit une des principales attaques de la course à trente kilomètres de l'arrivée. Chantal Blaak attaque à la cloche avec quatre autres coureuses mais elles se font rapidement reprendre. Finalement dans le sprint pour la victoire, Lisa Brennauer prend la seconde place malgré avoir démarré le sprint enfermée. Tiffany Cromwell est cinquième et Evelyn Stevens douzième.

### Octobre: piste
Début octobre, Élise Delzenne participe aux championnats de France sur piste, elle termine deuxième de la poursuite et du scratch. Avec l'équipe du Nord-Pas-de-Calais, elle finit également troisième de la poursuite par équipes. Le dimanche, elle s'impose sur la course aux points.

## Bilan de la saison

### Victoires

#### Sur route

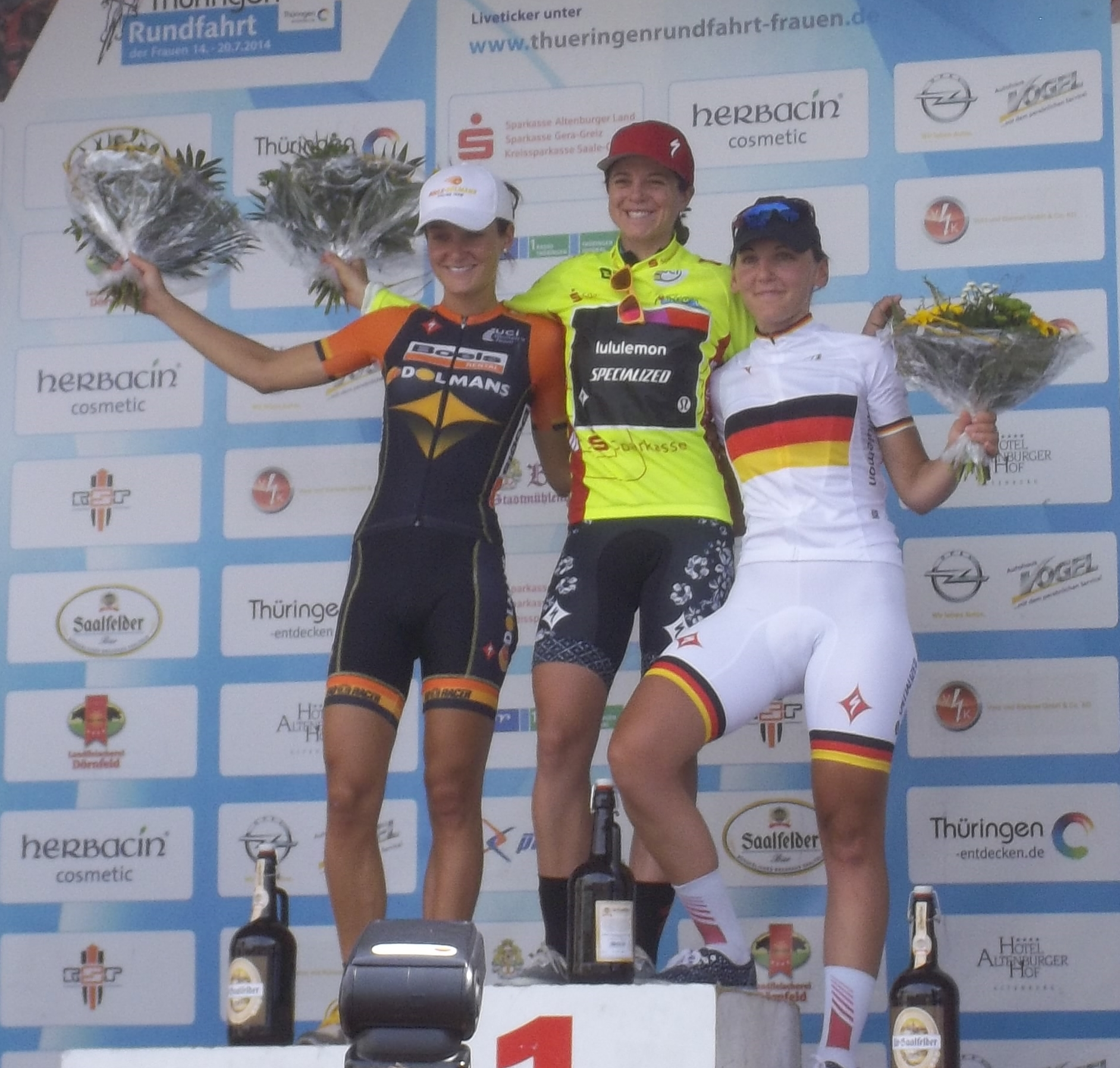
Podium final du Tour de Thuringe 2014

| Date         | Course                                           | Pays       | Classe | Vainqueur             |
| ------------ | ------------------------------------------------ | ---------- | ------ | --------------------- |
| 13 mars      | Drentse 8                                        | Pays-Bas   | 1.1    | Chantal Blaak         |
| 11 avril     | 3b étape du Energiewacht Tour                    | Pays-Bas   | 2.2    | Specialized-Lululemon |
| 13 avril     | 5e étape du Energiewacht Tour                    | Pays-Bas   | 2.2    | Chantal Blaak         |
| 2 mai        | Tour d'Overijssel                                | Pays-Bas   | 1.1    | Lisa Brennauer        |
| 8 mai        | Championnat panaméricain du contre-la-montre     |            | 9      | Evelyn Stevens        |
| 31 mai       | 1re étape des Auensteiner-Radsporttage           | Allemagne  | 2.2    | Lisa Brennauer        |
| 1er juin     | 2e étape des Auensteiner-Radsporttage            | Allemagne  | 2.2    | Lisa Brennauer        |
| 1er juin     | Auensteiner-Radsporttage                         | Allemagne  | 2.2    | Lisa Brennauer        |
| 1er juin     | Philadelphia Cycling Classic                     | États-Unis | 1.2    | Evelyn Stevens        |
| 6 juin       | Chrono Gatineau (clm)                            | Canada     | 1.1    | Tayler Wiles          |
| 27 juin      | Championnat d'Allemagne contre-la-montre         | Allemagne  | CN     | Lisa Brennauer        |
| 28 juin      | Championnat d'Allemagne sur route                | Allemagne  | CN     | Lisa Brennauer        |
| 14 juillet   | Prologue du Tour de Thuringe                     | Allemagne  | 2.1    | Lisa Brennauer        |
| 17 juillet   | 3e étape du Tour de Thuringe                     | Allemagne  | 2.1    | Lisa Brennauer        |
| 18 juillet   | 4e étape du Tour de Thuringe                     | Allemagne  | 2.1    | Evelyn Stevens        |
| 20 juillet   | Tour de Thuringe                                 | Allemagne  | 2.1    | Evelyn Stevens        |
| 22 août      | Contre-la-montre par équipes de Vårgårda         | Suède      | CDM    | Specialized-Lululemon |
| 24 août      | Open de Suède Vårgårda                           | Suède      | CDM    | Chantal Blaak         |
| 3 septembre  | 2e étape du Boels Ladies Tour                    | Pays-Bas   | 2.1    | Lisa Brennauer        |
| 7 septembre  | Boels Ladies Tour                                | Pays-Bas   | 2.1    | Evelyn Stevens        |
| 21 septembre | Championnat du monde contre-la-montre par équipe |            | CM     | Specialized-Lululemon |
| 23 septembre | Championnat du monde contre-la-montre            |            | CM     | Lisa Brennauer        |

#### Sur piste
| Date        | Course                                            | Pays     | Classe | Vainqueur      |
| ----------- | ------------------------------------------------- | -------- | ------ | -------------- |
| 5 octobre   | Championnat de France de la course aux points     | France   | CN     | Élise Delzenne |
| 15 novembre | Course aux points de l'International Belgian Open | Belgique | C1     | Élise Delzenne |

### Résultats sur les courses majeures

#### Coupe du monde
| Date     | # | Course                                   | Meilleure classée     | Classement |
| -------- | - | ---------------------------------------- | --------------------- | ---------- |
| 15 mars  | 1 | Tour de Drenthe                          | Chantal Blaak         | 4e         |
| 30 mars  | 2 | Trofeo Alfredo Binda-Comune di Cittiglio | Evelyn Stevens        | 21e        |
| 6 avril  | 3 | Tour des Flandres                        | Tiffany Cromwell      | 9e         |
| 23 avril | 4 | Flèche wallonne                          | Evelyn Stevens        | 4e         |
| 18 mai   | 5 | Tour de l'île de Chongming               | -                     | -          |
| 3 août   | 6 | Tour de Bochum                           | Lisa Brennauer        | 5e         |
| 22 août  | 7 | Open de Suède Vårgårda TTT               | Specialized-Lululemon | Vainqueur  |
| 24 août  | 8 | Open de Suède Vårgårda                   | Chantal Blaak         | Vainqueur  |
| 30 août  | 9 | GP de Plouay-Bretagne                    | Tiffany Cromwell      | 10e        |

Au classement final, l'équipe est troisième de la compétition. Chantal Blaak est neuvième et Lisa Brennauer quinzième.

#### Grands tours
| Grand tour           | Tour d'Italie           |
| -------------------- | ----------------------- |
| Coureur (classement) | Evelyn Stevens(15e)     |
| Accessits            | pas de victoire d'étape |

### Classement UCI
| Rang | Coureur          | Points |
| ---- | ---------------- | ------ |
| 5    | Lisa Brennauer   | 886    |
| 13   | Evelyn Stevens   | 560    |
| 23   | Chantal Blaak    | 322    |
| 25   | Tiffany Cromwell | 302    |
| 28   | Trixi Worrack    | 254    |
| 56   | Tayler Wiles     | 122    |
| 82   | Karol-Ann Canuel | 78     |
| 98   | Élise Delzenne   | 56     |
| 296  | Carmen Small     | 15     |
| 373  | Ally Stacher     | 10     |
| 375  | Loren Rowney     | 10     |

L'équipe est deuxième au classement UCI.